# Hemoglobin
Hemoglobin je rdeče barvilo v krvi, ki vsebuje železo. Nahaja se v rdečih krvničkah. Njegova naloga je, da prenaša kisik od pljuč proti ostalim delom telesa. Ko pride do mišičnih celic, se tam kisik sprosti. Pri sesalcih predstavlja hemoglobin okoli 35 % celotne rdeče krvničke. Pri živalih, ki se manj gibljejo, so molekule hemoglobina razpršene prosto v krvi, saj potrebe po kisiku niso tako velike. Pri aktivnejših živalih pa bi bila ob hemoglobinu v taki obliki kri prežidka, zato bi jo srce težko poganjalo po telesu. Iz tega razloga je za nekatere organizme vključitev hemoglobina v eritrocite nujna. Hemoglobin vretenčarjev veže največ kisika.
Hemoglobin se zelo razlikuje med posameznimi vrstami, vendar pa se variacije med vrstami hemoglobina pojavljajo tudi med posameznimi skupinami ljudi kot posledica mutacij.
Kemijska formula najbolj pogostega hemoglobina pri človeku je C738H1166N812O203S2Fe.

## Zgradba hemoglobina
En del hemoglobina sestavljajo štiri zavite polipeptidne verige, ki jih skupno imenujemo globin. Vsaka polipeptidna veriga obdaja v sredini nebeljakovinski del molekule, imenovane hem. Hem je sestavljen iz štirih pirolovih obročev in železa.
Na železove atome, ki so vgrajeni v heme hemoglobinskih molekul, se veže kisik. Železo se na pirolove obroče in kisik veže s koordinativno vezjo. En hem lahko veže nase eno molekulo kisika, torej lahko ena molekula hemoglobina veže štiri molekule kisika. Ker je železo nujno za vezavo kisika na hemoglobin, sta za tvorbo in dozorevanje rdečih krvničk nujno potrebna zadostna količina železa in beljakovin. 4 podenote, dve α in dve β, prav tako med seboj tvorijo vezi. α in β tvorita dimer, dva dimera pa se povežata v tetramer, hemoglobin. Ko na hemu ni vezanega kisika, ima hemoglobin konformacijo T (tense). Ko pa se na hemoglobin veže prvi kisik, spremeni obliko iz T (tense) v R (relaxed), saj se prekinejo vezi med dimeroma. V konformaciji R ima hemoglobin večjo afiniteto do vezave kiska in z vezavo vsake molekule kisika ta še narašča. 

## Tvorba hemoglobina
Hemoglobin se sintetizira v več korakih. Hem se tvori v mitohondrijih in citosolu še ne dozorelih rdečih krvničk, globin pa tvorijo ribosomi v citosolu. Sinteza hemoglobina se nato nadaljuje v krvnih celicah med zorenjem v rdečem kostnem mozgu.

## Koncentracije hemoglobina
Koncentracija hemoglobina je laboratorijski parameter za postavitev diagnoze anemije (slabokrvnosti). Pri anemiji se pojavi zmanjšano število eritrocitov v krvi ter s tem tudi zmanjšana raven hemoglobina. Okvirne normalne vrednosti hemoglobina so 140–180 g/l pri moških ter 125–150 g/l pri ženskah.